# ضیا هارون
ضیا هارون (انگلیسی: Dhaya Haroon؛ زادهٔ ۱۸ سپتامبر ۱۹۸۰) یک ورزشکار اهل عربستان سعودی است.
از باشگاه‌هایی که در آن بازی کرده‌است می‌توان به باشگاه فوتبال الرائد عربستان سعودی، باشگاه فوتبال النصر عربستان سعودی، باشگاه فوتبال الانصار عربستان سعودی، و باشگاه فوتبال الانصار عربستان سعودی، و تیم ملی فوتبال عربستان سعودی اشاره کرد.
وی همچنین در تیم ملی فوتبال Saudi Arabia بازی کرده است.